# Agnès Philippe
Agnès Philippe (ur. 27 kwietnia 1966) – francuska judoczka. Startowała w Pucharze Świata w latach 1990–1993, 1995 i 1997. Wicemistrzyni Europy w drużynie w 1990. Wygrała igrzyska frankofońskie w 1989. Mistrzyni Francji w 1991 i 1993 roku.